# CCTV-Español
CCTV-Español is een zender van de Chinese publieke omroep China Central Television. De zender is gericht op Spaanstalige kijkers in Latijns-Amerika. Alle programma's zijn ondertiteld in het Spaans.
De zender begon op 1 oktober 2007 met uitzenden. In 2007 werd de televisiezender CCTV-Español & Français (CCTV-E&F) opgeheven. Daarvoor in de plaats kwamen de twee zenders CCTV-Español en CCTV-Français. 

## Televisieprogramma's
De meeste televisieprogramma's duren ongeveer dertig minuten.
- nieuws
- onderwijs
- Chinese televisiesoaps